# USS Salem (1949)
De USS Salem (CA-139) was een zware kruiser van de Amerikaanse marine. Het schip werd in 1949 in dienst genomen. Het was het laatste grote schip dat uitsluitend met kanonnen was uitgerust. Het was het derde en laatste schip van de Des Moinesklasse.
De kiel van de USS Salem werd op 4 juli 1945 gelegd op de Fore River Shipyard. Deze scheepswerf van de Bethlehem Shipbuilding Corporation lag in Quincy (Massachusetts), iets ten zuiden van Boston. Het schip werd op 25 maart 1947 tewatergelaten en op 14 mei 1949 in dienst gesteld.
De hoofdbewapening bestond uit negen kanonnen gelijk verdeeld over drie geschuttorens met een kaliber van 8-inch (203mm). De kanonnen waren verregaand geautomatiseerd en hadden een hoge vuursnelheid van zo’n 10 schoten per minuut. Dit was viermaal sneller dan traditionele kanonnen van dit kaliber. Door de hoge vuursnelheid kreeg het schip grotere magazijnen om meer munitie mee te nemen. Verder was het een van de eerste schepen van de marine die was voorzien van airconditioning.
Het schip heeft vooral dienstgedaan in de Middellandse Zee. In mei 1950 werd de USS Salem hier het vlaggenschip van de Zesde vloot. In 1959 werd het schip uit dienst genomen.
In oktober 1994 kwam het schip weer in Quincy aan, waar het ook gebouwd werd. Het werd een museumschip van het United States Naval Shipbuilding Museum. Het schip is sinds mei 1995 opengesteld voor het publiek.

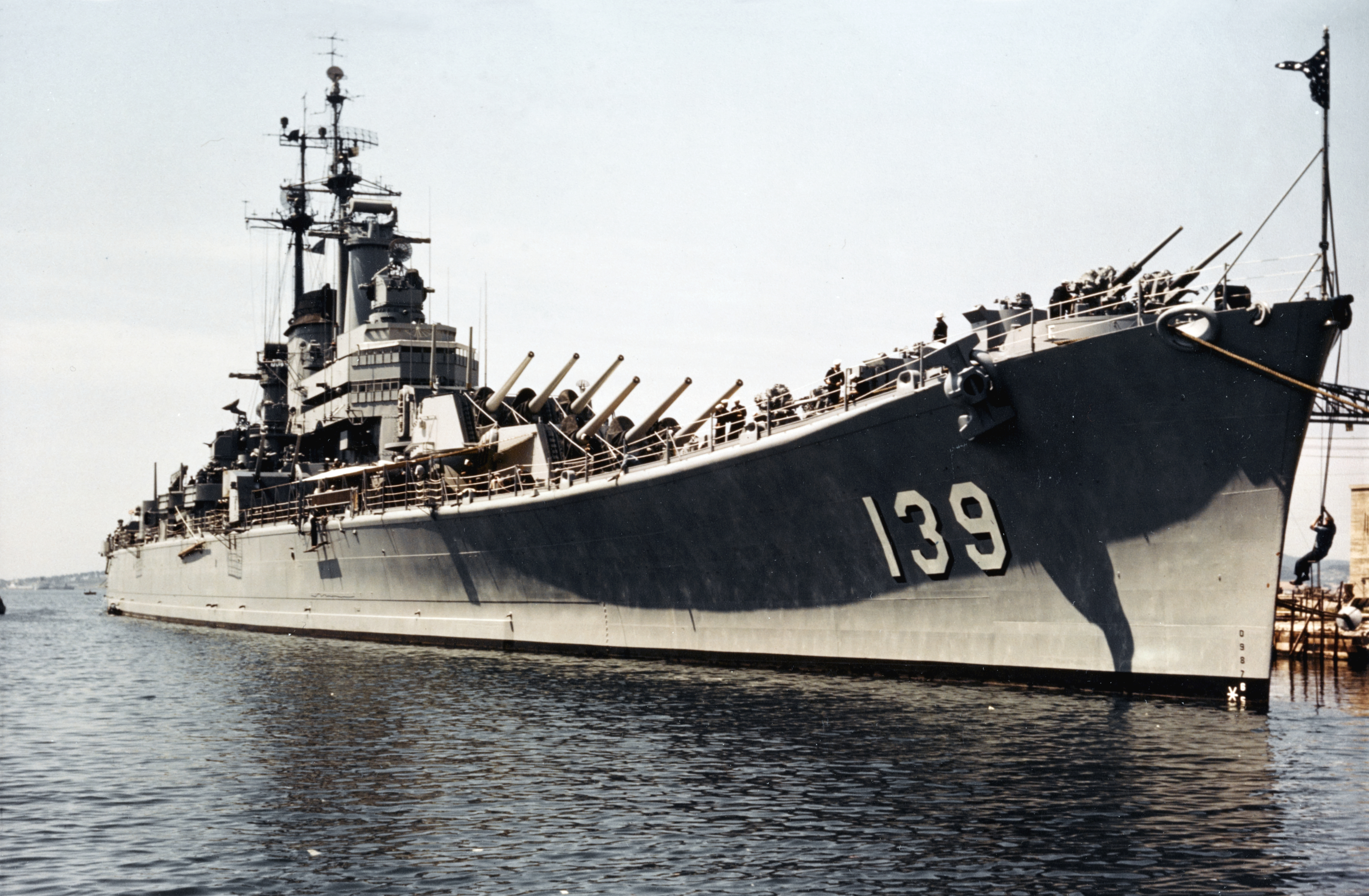
USS Salem in Toulon (1959)
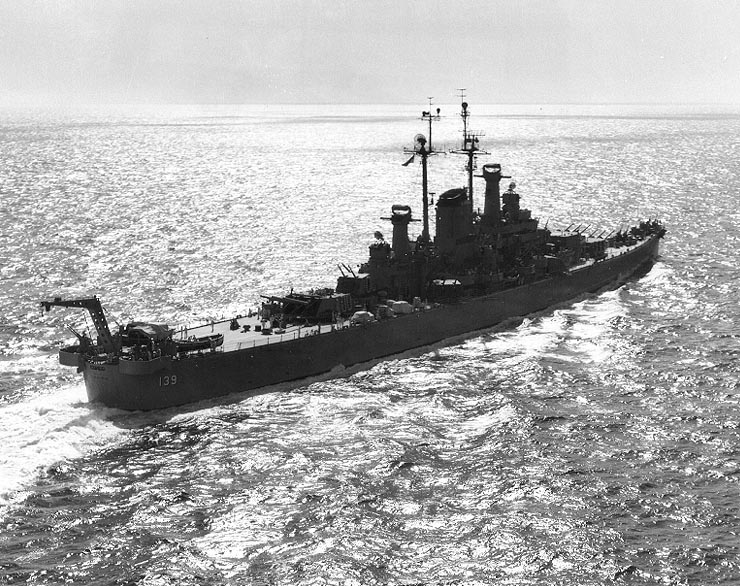
Achteraanzicht met kraan voor watervliegtuigen
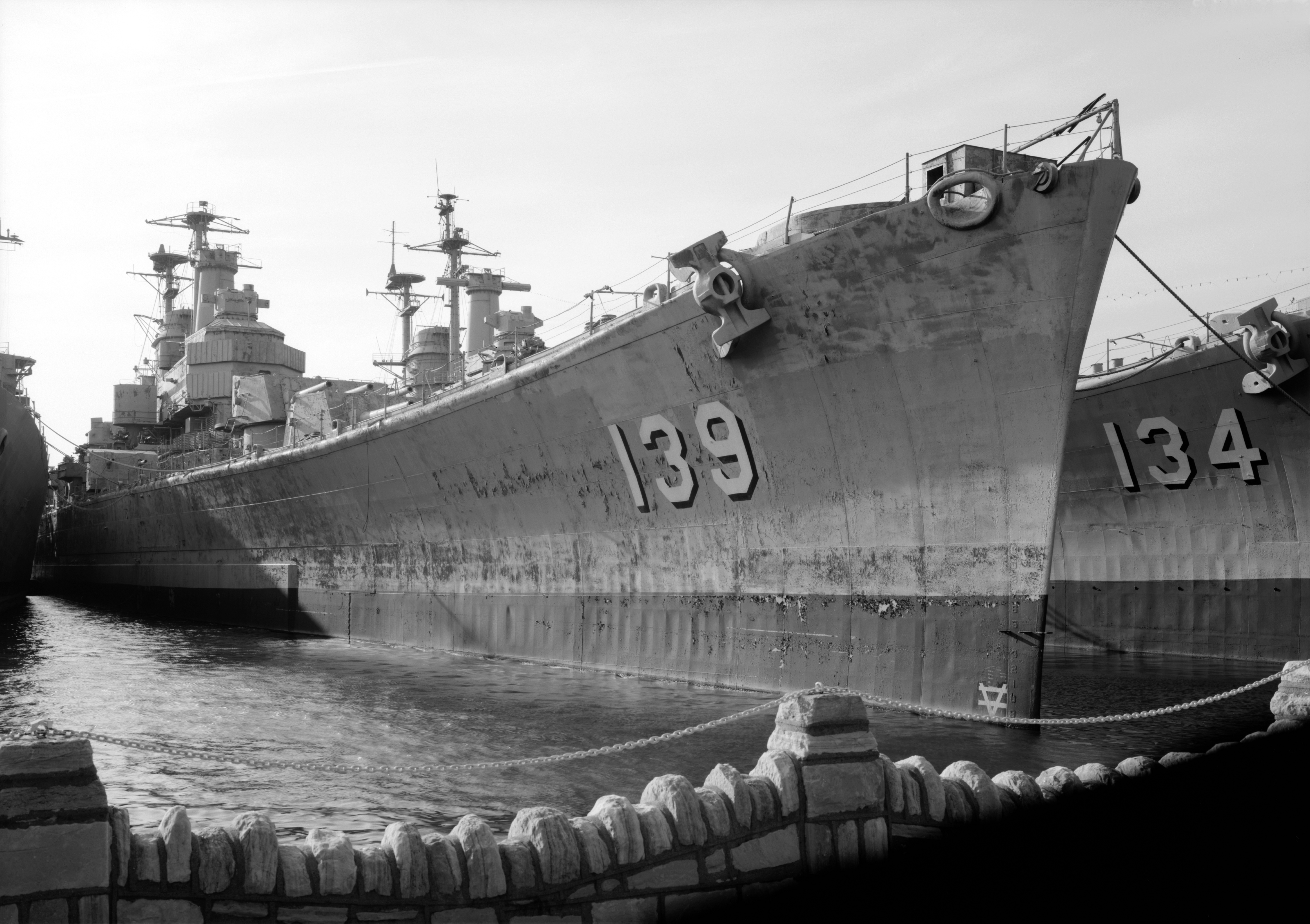
USS Salem en zusterschip USS Des Moines (CA-134) opgelegd (1995)
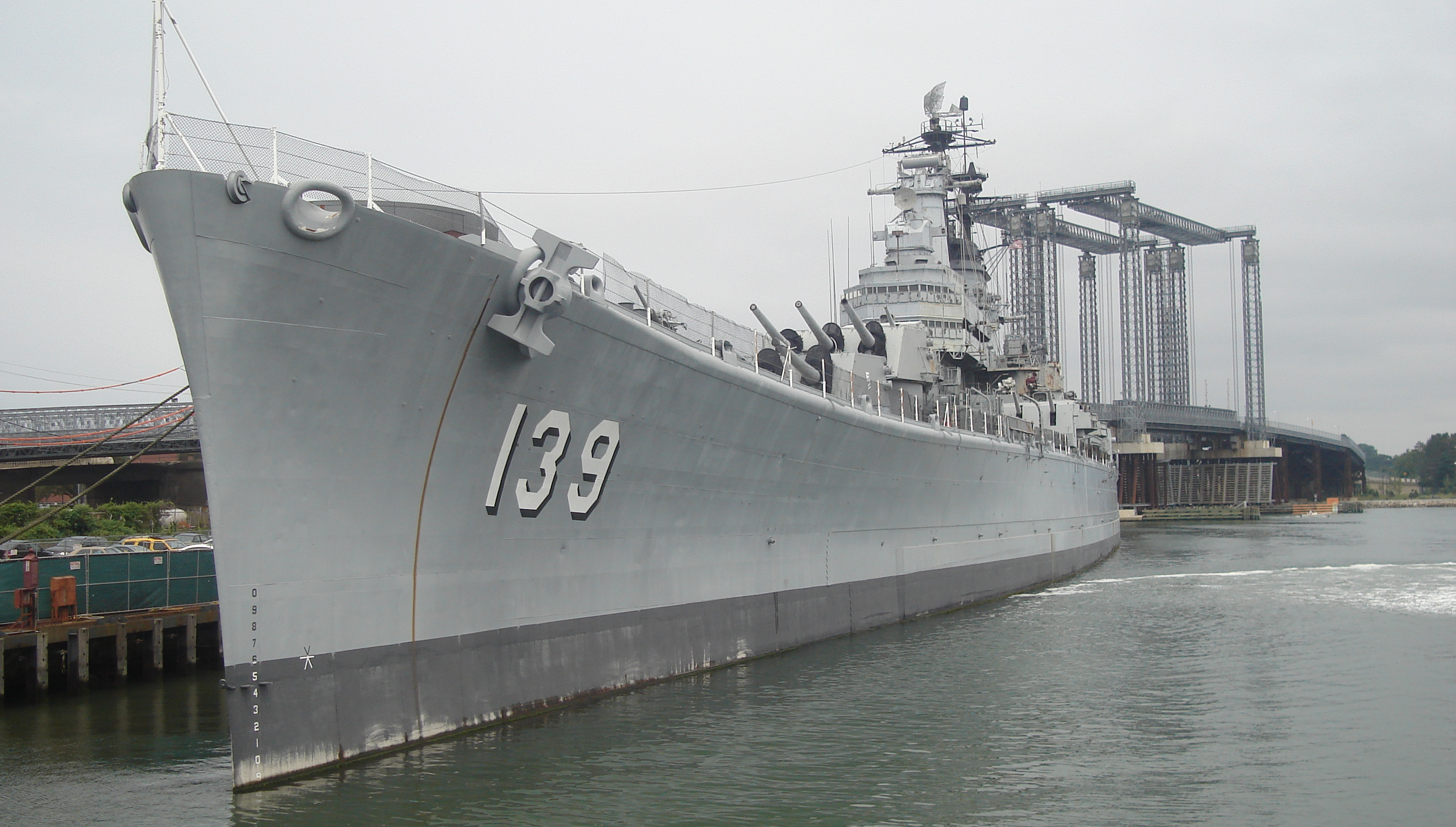
Museumschip USS Salem

Aanvankelijk zijn 12 schepen van de Des Moinesklasse besteld, waarvan er drie daadwerkelijk zijn gebouwd. De order voor de overige schepen werd op 12 maart 1945 geannuleerd. De USS Newport News (CA-148) is als enige door Newport News Shipbuilding gebouwd.
De drie schepen van de Des Moinesklasse:
| Naam                  | Kiel gelegd    | Te water          | In dienst        | Uit dienst      |
| --------------------- | -------------- | ----------------- | ---------------- | --------------- |
| Des Moines (CA-134)   | 28 mei 1945    | 27 september 1946 | 16 november 1948 | 6 juli 1961     |
| Salem (CA-139)        | 4 juli 1945    | 25 maart 1947     | 14 mei 1949      | 30 januari 1959 |
| Newport News (CA-148) | 1 oktober 1945 | 6 maart 1947      | 29 januari 1949  | 27 juni 1975    |

## Trivia
Het schip heeft in 1956 de hoofdrol gespeeld in de film The Battle of the River Plate. De USS Salem vertolkte de rol van de Admiral Graf Spee.